# آق‌کند (قره‌پشتلو)
آق‌کند یک روستا در ایران است که در بخش قره‌پشتلو در شهرستان زنجان واقع شده‌است. آق‌کند ۱۸۸ نفر جمعیت دارد.

## جمعیت
این روستا در دهستان قره‌پشتلو بالا قرار دارد و براساس سرشماری مرکز آمار ایران در سال ۱۳۸۵، جمعیت آن ۱۸۸ نفر (۵۰ خانوار) بوده‌است.